# Litsea suberosa
Litsea suberosa Yen C. Yang & P.H. Huang – gatunek rośliny z rodziny wawrzynowatych (Lauraceae Juss.). Występuje naturalnie w południowych Chinach – w północnej części Guangdong, zachodnim Hubei, w Hunanie oraz południowej części Syczuanu. 

## Morfologia
PokrójZimozielone drzewo dorastające do 5 m wysokości. Gałęzie są nagie.
LiścieNaprzemianległe. Mają kształt od lancetowatego do eliptycznego. Mierzą 6–17 cm długości oraz 1,5–5 cm szerokości. Nasada liścia jest klinowa. Blaszka liściowa jest o ostrym wierzchołku. Ogonek liściowy jest owłosiony i dorasta do 5–15 mm długości.
KwiatySą niepozorne, jednopłciowe, zebrane po 5 w baldachy, rozwijają się w kątach pędów. Okwiat jest zbudowany z 6 listków o owalnym kształcie. Kwiaty męskie mają 9 pręcików.
OwoceMają elipsoidalny kształt, osiągają 10–12 mm długości i 5–7 mm szerokości.

## Biologia i ekologia
Roślina dwupienna. Rośnie w lasach oraz zaroślach. Występuje na wysokości od 800 do 1500 m n.p.m. Kwitnie od lipca do września, natomiast owoce dojrzewają od października do listopada.